# Colesville (Nueva York)
Colesville es un municipio del condado de Broome, estado de Nueva York, Estados Unidos. Tiene una población estimada, a mediados de 2023, de 4738 habitantes.

## Geografía
Está ubicado en las coordenadas 42°10′46″N 75°39′01″O / 42.17944, -75.65028 (42.179504, -75.650355).

## Demografía
Según la estimación 2018-2022 de la Oficina del Censo, los ingresos medios de los hogares son de $67,250 y los ingresos medios de las familias son de $81,102. Alrededor del 11.0% de la población está por debajo de la línea de pobreza.